# Sknjatino
Het Russische dorp Sknjatino is gelegen in de rayon Kaljazinski van de oblast Tver. Het gelijknamige station «Sknjatino», ligt op een afstand van enkele kilometers van het dorp en is verbonden met de spoorlijn Savjolovo - Kaljazin. Sknjatino werd gesticht in 1134 door Joeri Dolgoroeki als de stad Ksnjatin.

## Fauna
Het nabijgelegen wildreservaat «Sknjatinskoje» ligt in de omgeving van het dorp Sknjatino en herbergt tweeëntwintig wisenten (Bison bonasus) in het jaar 2015.

## Geboren
- Nikolaj Stroennikov (1886-1940), langebaanschaatser